# Louis Nicolas Clément de Ris
 (mai 2024).
Louis Nicolas Clément de Ris, né le 23 septembre 1714 à Langres et mort en juillet 1786 à Paris, est un avocat français dans les différents fonctions administratives de l'Ancien Régime.

## Biographie

### Famille
Son père était Louis Nicolas Clément de Malleran (mort 1763) un citoyen de Langres et secrétaire du roi, capitaine centenier. En 1737, le père devient avocat au Parlement de Paris, avocat au Parlement de Paris et secrétaire général du roi et conseiller secrétaire du roi. Sa mère était Marie-Marguerite Frécart (né 1687 ; mort 1773). Louis Nicolas Clément de Ris épouse Marie-Jeanne Auvray de La Tour (1712-1773). 
Denis Diderot travaillé à de Ris de 1736 jusqu'en 1737. 

### Carrière professionnelle
Lui aussi, il a été le premier avocat au Parlement de Paris, avocat en parlement et à nouveau de 1739 procureur au parlement de Paris.
Il a succédé à la 29e janvier 1782 encore les fonctions d'un fonctionnaire conseiller secrétaire du Roi maison couronne de France et un conseiller et un secrétaire des finances de la chancellerie du roi, finances en la chancellerie de Paris. 

### Mort
Louis Nicolas Clément de Ris meurt en 1784, rue du Four Saint Honoré à Paris.

## Pour approfondir